# خانه رمدانی
خانه رمدانی ساری مربوط به دوره قاجار است و در ساری، محله آب انبار نو واقع شده و این اثر در تاریخ ۱۱ مرداد ۱۳۸۴ با شمارهٔ ثبت ۱۲۵۴۹ به‌عنوان یکی از آثار ملی ایران به ثبت رسیده است.